# Anna Pavlyk
Anna Pavlyk (Monastyrske, 26 de enero de 1855-Lviv, 13 de octubre de 1928) fue una escritora y activista social y cultural ucraniana, participante activa del movimiento de mujeres en Galitzia.

## Biografía
Nació en el pueblo de Monastyrske, ahora parte de la ciudad de Kosiv. Debido a las difíciles condiciones financieras de la familia, no pudo asistir sistemáticamente a la escuela. Tenía un gran deseo de aprender, pero solo podía hacerlo por su cuenta, leyendo libros. Distribuyó los libros y revistas que le envió su hermano Mykhallo Pavlyk entre la población de Kosiv por lo que fue perseguida por las autoridades locales.
En 1877, Pavlyk fue arrestada y condenada dos veces: en enero y verano, junto con Iván Frankó, Mykhailo Pavlyk, Ostap Terletsky y otros. Pavlyk también fue arrestada en 1879 y 1880. En cada ocasión, el tribunal dictó una sentencia de prisión.

## Obras
Escribió artículos, ensayos y poemas. Su artículo Mis pecados y los humanos, y la verdad señorial y papista está dedicado a la injusticia de las autoridades. Escribió el ensayo Zaribnytsia (Almanaque "La primera corona", 1887). También escribió poemas en los que habló enérgicamente contra la injusticia de las autoridades, la extorsión de los sacerdotes (Deshonestidad, Conciencia del Papa, Juicio de los tontos ), artículos periodísticos (Una muestra de un campesino de Kosiv ), folclore grabado.
La hermana de Mykhailo Drahomanov, Olga Drahomanova-Kosach (seudónimo literario Olena Pchilka), que conoció a Anna Pavlyk a través de Iván Frankó, estaba interesada en su trabajo. En 1887, junto con Nataliya Kobrynska, Pavlyk publicó un almanaque de obras de mujeres, autoras de Galitzia y la región de Naddnipro La primera corona, donde se publicó una historia breve de Pavlyk.
En la década de 1920, Pavlyk, que permaneció soltera, ayudó a criaturas huérfanas del pueblo de Monastyrske y tenía la intención de construir un orfanato y una casa en un terreno especialmente comprado donde las personas escritoras ucranianas enfermas pudieran descansar y trabajar creativamente. Aun así, ella no se dio cuenta de esta intención debido a una muerte súbita.
Anna Pavlyk murió el 13 de octubre de 1928 en la ciudad de Lviv, donde fue enterrada.

## Premios y reconocimientos
- En Kosiv, una de las calles lleva su nombre.